# Шеф под прикритие
„Шеф под прикритие“ е българско документално риалити, адаптация на популярния британски формат Undercover boss. Българската версия се продуцира от Супернова медия и Явор Попов. Стартира на 8 февруари 2016 г. по Нова телевизия. Излъчва се в петък от 22:00 до 23:00 часа.
Предаването има свои версии в много страни: Австралия, Австрия, Бразилия, Канада, Чили, Колумбия, Чехия, Франция, Германия, Норвегия, Испания, Полша, САЩ и други.
Партньор на българския телевизионен проект е Българска стопанска камара. Предаването има подкрепата и на повечето чуждестранни камари и работодателски организации в България.

## Формат
Ръководителите на големи фирми с течение на времето губят пряк контакт със служителите и ежедневната практическа дейност. За да се промени това, шефът трябва да се запознае със своята компания и служители „отвътре“, като се представи за нов работник или стажант. Промените в облеклото и външния вид (понякога с перуки или фалшиви зъби) трябва да гарантират, че той не е разпознат от служителите си. Под претекст, че се заснема телевизионен репортаж, ръководителят под прикритие е открито придружаван от екип с камера. За една седмица мениджърът опознава различни служители и отдели и като нов служител, активно работи с тях. Освен че дават предложенията за подобряване на работната среда и дейността на компанията, служителите често говорят за свои лични желания и проблеми. В края на програмата шефът разкрива самоличността си пред своите служители. В зависимост от това как са се представили пред шефа под прикритие без да го познават, „жертвите“ получават поощрение или дори повишение, но понякога и наказание или дори уволнение.

## Сезони
| Сезон | Сезон | Епизоди | Година | Старт       | Финал       |
| ----- | ----- | ------- | ------ | ----------- | ----------- |
|       | 1     | 8       | 2016   | 8 февруари  | 2 март      |
|       | 2     | 6       | 2018   | 26 януари   | 2 март      |
|       | 3     | 6       | 2019   | 14 януари   | 18 февруари |
|       | 4     | 8       | 2020   | 26 февруари | 15 април    |
|       | 5     | 5       | 2024   | 12 април    | 17 май      |

От 15 март 2024 г. до старта на сезон 5 се излъчват повторения на епизоди на предаването всеки петък от 22:00 часа, отново по Нова ТВ.

## Участници[4]

### Първи сезон
- Никола Николов – Пицарии „Доминос“
- Ивайло Пенчев – Уолтопия
- Халед Харфан/Аладин Харфан – Аладин фуудс
- Богдан Хадлиянчев – Вюрт България
- Стефан Башев – Бултекс 99
- Калоян Ганев – Аутобокс, Тойота Сливен и Бургас
- Павлин Николов – Интерком Груп и Мега Профил
- Нина Арнаудова – Ремакс България

### Втори сезон
- Владислав Симов – Доместина
- Йордан Фиданов/Илия Хаджиев – Профилинк
- Димитър Ковачев – Колев и Колев
- Иглика Бартан – Аладин Фуудс
- Антон Андонов – ЕРА България
- Димитър Чукарски – Ломско пиво

### Трети сезон
- Христо Кръстев – Олинеза
- Петър Делев – Флеър
- Илко Илиев – Мебел Стил
- Петко Папазов – PN Systems
- Лидия Узунова – Алдагот
- Даниел Бачорски – Бонанза

### Четвърти сезон
- Мирослав Манолов – Явор
- Христо Чернев – Taxi me
- Петър Петров – House cleaning services
- Ненад Костадинов – БГХендиМен
- Даниел Бачорски – Бонанза
- Петър Ангелов – Атлетик фитнес
- Дамян Иванов – Global Food Company
- Ивайло Търпанов – СБА

### Пети сезон
- Марио Иванов – Нечовешки магазини Д-р Стефанов
- Димитър Апостолов – Ролпласт
- Станислав Пенчев — YSP Job Solution
- Симеон Петров — Килъри
- Пламен Ганчосов — Mega Solar Power